# Flughafen Providenciales

i8
i11
i13
Der Providenciales International Airport (IATA-Code: PLS, ICAO-Code: MBPV) auf der Insel Providenciales ist der internationale Hauptflughafen der Turks- und Caicosinseln, die zu den Britischen Überseegebieten gehören. Er wird von der Turks and Caicos Islands Airports Authority (TCIAA) betrieben. Der nächste internationale Flugplatz ist der JAGS McCartney International Airport auf Grand Turk Island.

## Lage und Infrastruktur
Der Flughafen liegt 8,5 Meter über dem Meeresspiegel. Er verfügt über eine 2804 m lange und 45 m breite asphaltierte Start- und Landebahn in Ost-West-Richtung.
Von 2010 bis 2014 wurde der Flughafen in zwei Phasen ausgebaut. Von 2010 bis 2011 wurden die Start- und Landebahn von 2317 m auf die heutigen Maße verlängert und die Stellflächen für Flugzeuge erweitert. Von 2013 bis 2014 folgte der Ausbau des Terminals. Am 29. Dezember 2014 wurde der renovierte Flughafen wiedereröffnet. Die Kosten für den gesamten Umbau beliefen sich auf rund 50 Mio. US-Dollar.

## Fluggesellschaften und Flugziele

### Passagiere
| Fluggesellschaft     | Ziel                                                                                 |
| -------------------- | ------------------------------------------------------------------------------------ |
| Air Canada           | Toronto-Pearson Saisonal: Halifax, Montréal-Trudeau, Ottawa                          |
| Air Turks and Caicos | Grand Turk, Kingston, Nassau, Puerto Plata, Santiago de los Caballeros, South Caicos |
| American Airlines    | Miami                                                                                |
| Bahamasair           | Nassau                                                                               |
| British Airways      | London-Heathrow, Nassau                                                              |
| Delta Air Lines      | Atlanta                                                                              |
| JetBlue Airways      | New York-JFK Saisonal: Boston                                                        |
| Sunrise Airways      | Cap-Haitien                                                                          |
| United Airlines      | Newark                                                                               |
| US Airways           | Charlotte Saisonal: Boston, Philadelphia                                             |
| WestJet              | Toronto-Pearson Saisonal: Montréal-Trudeau                                           |

### Fracht
| Fluggesellschaft   | Ziel                                  |
| ------------------ | ------------------------------------- |
| Ameriflight        | Santiago de los Caballeros            |
| Contract Air Cargo | Miami, Santiago de los Caballeros     |
| Corporate Air      | Aguadilla, Santiago de los Caballeros |
| Merlin Express     | Aguadilla, Santiago de los Caballeros |
| Skyway Enterprises | Santiago de los Caballeros            |